# Arturo Lara López
Arturo Lara López actualmente preside la Academia Mexicana de la Ciencia de Sistemas, es exrector general de la Universidad de Guanajuato. Nació el 1 de junio de 1946 en Yuriria, Guanajuato. Estudió Ingeniería Mecánica en la Facultad de Ingeniería Mecánica, Eléctrica y Electrónica de la Universidad de Guanajuato en el periodo de 1965 a 1970. Posteriormente realizó sus estudios de Maestría en Ingeniería Mecánica en la Facultad de Ingeniería de la UNAM entre 1972 y 1975. De la misma manera llevó a cabo sus estudios de Doctorado en Ingeniería entre 1977 y 1980 en la Universidad de California en Davis.

## Vida profesional
El Dr. Arturo Lara López inició su vida profesional como Ingeniero de Manufactura en la empresa Embalses Generales Continental de México Planta Bajío, durante el periodo de 1968-1969. Posteriormente en el año de 1969 trabajaría para la empresa Massey Ferguson como diseñador de herramientas.
Posteriormente se dedicaría a la academia como profesor de Ingeniería Mecánica en Matemáticas Aplicadas, Dinámica y Diseño de Máquinas, en la antigua Facultad de Ingeniería Mecánica, Eléctrica y Electrónica de la Universidad de Guanajuato. En total ha impartido 24 cursos en los niveles de doctorado, maestría, licenciatura y medio superior. En esta facultad el Dr. Arturo Lara López ocupó la dirección en dos periodos diferentes, el primero de 1973-77, y el segundo de 1981 a septiembre de 1991.
También ha trabajado como asesor para Proyectos Específicos en el Campo del Diseño Mecánico y las Vibraciones Mecánicas de las siguientes empresas: Vitrotec, Comisión Federal de Electricidad (Laboratorios de Pruebas Electrónicas de México LAPEM, Jorsan S.A., Herrajes y componentes, FAMEDU y DIFIMSA, de 1988 a la fecha.
En el periodo comprendido del 27 de septiembre de 1991 al 15 de febrero de 1996, el Dr. Arturo Lara López, fungió como secretario general de la Universidad de Guanajuato. Y del 28 de febrero de 1996 a septiembre de 2003, ocupó el cargo de director general del Consejo de Ciencia y Tecnología del Estado de Guanajuato
Posteriormente sería electo rector de la Universidad de Guanajuato para el periodo 2003- 2007, cargo en el cual sería reelecto para el periodo 2007-2011. Conforme a la Nueva Ley Orgánica Rector General a partir del 15 de octubre de 2008 hasta el 27 de septiembre de 2011.

## Investigación
En las áreas de Sistemas Dinámicos y diseño de Máquinas Agrícolas, incluyendo motocultores y sus accesorios, vehículos hidrostáticos de alto despeje y dispositivos para cosecha de frutas y vibraciones mecánicas, cuyos resultados han originado 65 publicaciones en revistas y memorias de congresos.

## Distinciones
53 a nivel estatal, nacional e internacional, entre ellas:
“Miembro del Consejo Directivo de la Asociación Hispana de Colegios y Universidades HACU”. En el marco de la XIX Conferencia Anual de HACU. Phoenix, Arizona. 14 de Oct., 2005.
“Ciudadano Distinguido” de Yuriria, Gto., por la Presidencia Municipal. Febrero, 2004.
“Salmantino Distinguido”, por la Asociación de Empresarios y Ejecutivos de Salamanca. Set. Del 2004.
Miembro del Consejo Nacional de la ANUIES. Abril del 2004.
Presidente Electo de la Región Centro-Occidente de la ANUIES.(2004-2008) . Abril de 2004.
Presidente de la Asociación Mexicana de Ingenieros Agrícolas (AMIA), 2000-2002.
“Distinguished Engineering Alumni Award” de la Fac. de Ingeniería de la Universidad de California en Davis. 2001.
“Emil M. Mrak International Award Recipient”. Otorgado por la Universidad de California en Davis. Octubre, 2001.
Sistema Nacional de Investigadores. Investigador Nacional de 1984 al 2005.
Miembro del Comité Interinstitucional para la Evaluación de la Educación Superior (CIEES) del área de Ingeniería.
Premio 1984 de la Academia Nacional de Ingeniería.
Académico de Número de la Academia Mexicana de Ingeniería, lo. de junio de 1995 y Presidente de la especialidad de Ingeniería Mecánica en 1996-1998.
Primer Presidente de la Sociedad Mexicana de Ingeniería Mecánica (SOMIM) de 1993 a 1996.
Representante de México y miembro del Comité Directivo del Club de Bolonia (con representantes de más de 30 países) para promoción de la Mecanización Agrícola, 1991 a la fecha.
Dirección de 11 tesis de Licenciatura, 13 tesis de Maestría y 4 tesis de Doctorado, (2 de licenciatura y 2 de maestría fueron ganadoras del Certamen Nacional de Tesis en el Campo del Diseño Mecánico).
Primer lugar en el Concurso Regional de Prototipos Didácticos y de Investigación.
Miembro de la Academia Nacional de Ingeniería, desde 1978.
Mencionado en el libro Who´s Who in Engineering, Cambridge England, 1984.
Mencionado en el libro Personajes de Guanajuato, Instituto Nacional para la Educación de los Adultos.
Mencionado en el libro Dictionary of International Biography, International Center Cambridge, England. 1987.
Secretario Ejecutivo y Coordinador de la Coordinación de Centros de Investigación del Estado de Guanajuato. 1984 y 1985.

## Membresías
13, entre ellas:
“Member of the Mexican Commission”. Por: International Federation the Theory of Machines and Mechanisms. 2000.
Miembro del American Society of Agricultural Engineers.
Miembro de la Sociedad Honoraria de Ingeniería Agrícola Alpha-Epsilon.
Miembro de SIGMA XI, The Scientific Research Society.
Miembro fundador del Colegio de Ingenieros Mecánicos, Electricistas, Electrónicos y Ramas Afines. Sección Guanajuato.
PRINCIPALES LOGROS Y CONTRIBUCIONES:

## Como académico
Dirección de la instauración de los programas de Maestría en Ingeniería Mecánica e Ingeniería Eléctrica en la Universidad de Guanajuato 1975, y del Doctorado en Ingeniería Mecánica en 1987. Se han graduado con la defensa de una tesis, más de 40 maestros y 4 de Doctores. Estos programas pertenecen al Padrón de Posgrados de Excelencia del CONACYT.
Dirección de 11 tesis de licenciatura, 14 de maestría y 3 de doctorado.
Desarrollo y producción industrial piloto del motocultor de alto despeje con base en un diseño original de bajo costo de fabricación.
Obtención de financiamiento para programas y proyectos académicos por parte de la OEA, SEP y CONACYT.
Desarrollo de dispositivos originales, con participación de alumnos, para cosecha selectiva y no selectiva de tuna.
Desarrollo de un vehículo agrícola hidrostático de extra alto despeje, para aspersión.
Obtención de la patente "Mejoras en Motocultor de alto Despeje", Número 158176. México.
Mejoramiento de la infraestructura para investigación y enseñanza de la Facultad de Ingeniería Mecánica, Eléctrica y Electrónica en Salamanca, mediante la gestión y realización de programas y proyectos apoyados por dependencias oficiales.
Realización de proyectos de investigación y desarrollo para empresas del sector eléctrico, del sector energético y del detal-mecánico en el campo de “Diseño de Máquinas y Vibraciones Mecánicas”.
Modernización de los currícula de ingeniería tanto en los niveles de licenciatura como de posgrado.
Como Secretario General de la Universidad de Guanajuato
Organización del Programa de Superación Académica y Administrativa de la Universidad de Guanajuato (PROSAA), desde 1992 al 16 de febrero de 1996.
Convocatoria y otorgamiento de plazas de excelencia en la Universidad de Guanajuato, desde 1993 al 16 de febrero de 1996.
Colaboración directa con el rector en el proceso de Reforma Normativa de la Universidad de Guanajuato, desde 1992 al 16 de febrero de 1996.
Coordinación de la reorganización administrativa de la Universidad de Guanajuato, 1995.
Coordinación del diseño del Plan de Desarrollo Institucional 1995-2001.
Proyecto para el establecimiento del Consejo de Ciencia y Tecnología del Estado de Guanajuato (CONCYTEG), en 1996
Como director general de CONCYTEG
Gestión con empresas, cámaras o instituciones participantes en más de 270 proyectos en los que trabajan 650 investigadores del estado de Guanajuato. Set. Del 2003
Presidente de la Red Nacional de Consejos y Organismos Estatales de Ciencia y Tecnología A.C. por un periodo de 2 años, el 23 de noviembre de 1998. (Primer Presidente).
Reelecto Presidente de la Red Nacional de Consejos y Organismos Estatales de Ciencia y Tecnología A.C. por un periodo de 2 años, el 23 de noviembre de 2000.

## Como Rector de la Universidad de Guanajuato
Aprobación de la nueva Ley Orgánica de la Universidad de Guanajuato en 2007 por el H. Congreso del Estado y publicación en el Periódico Oficial del Gobierno del Estado de Guanajuato.
Crecimiento del 35% al 92% de matrícula de licenciatura en programas de calidad reconocida, por lo que la Universidad de Guanajuato recibió en los años 2006 y 2007 el Premio SEP.
Crecimiento de la matrícula en 26% durante los últimos 3 años.
Crecimiento del número de investigadores nacionales de 11 a 224 en los últimos 4 años.
Inicio de la construcción de 4 nuevos campus universitarios en las ciudades de León, Salamanca, Celaya y Yuriria.
Inauguración de los 4 Campus y consolidación en sus funciones sustantivas.
- Datos: Q5707314